# Lee Harvey Oswald
Lee Harvey Oswald (n. 18 octombrie 1939, parohia Orleans⁠(d), Louisiana, SUA – d. 24 noiembrie 1963, Dallas, Texas, SUA) a fost, după cum arată cinci anchete guvernamentale, asasinul Președintelui SUA John F. Kennedy, care a fost împușcat mortal la 22 noiembrie 1963, în Dallas, Texas.
Pușcaș marin în Marina SUA, Oswald a dezertat și a fugit în URSS în octombrie 1959. A trăit în Uniunea Sovietică până în iunie 1962, când s-a întors în Statele Unite. Oswald a fost arestat inițial sub suspiciunea de a-l fi ucis pe polițistul J. D. Tippit din Dallas, la 45 de minute după ce a avut loc asasinarea Președintelui. După aceea a devenit suspect chiar de asasinarea Președintelui Kennedy, dar Oswald a negat responsabilitatea pentru ambele crime spunând că e luat drept țap ispășitor. Două zile mai târziu, la 24 noiembrie 1963, în timp ce era transferat de la arestul municipal la închisoarea districtuală, Oswald a fost împușcat mortal de Jack Ruby într-un eveniment surprins în transmisiune directă la televiziune.
În 1964, comisia Warren a concluzionat că Lee Harvey Oswald a acționat singur în ceea ce privește asasinarea Președintelui Kennedy, concluzie la care se ajunsese și în urma unor anchete anterioare ale FBI, Serviciilor Secrete și ale poliției din Dallas.
În ciuda dovezilor judiciare și balistice și a mărturiilor privind teoria asasinului unic, sondajele de opinie publică luate de-a lungul anilor arată că o mare parte din americani cred că Oswald nu a acționat singur, ci a conspirat cu alții pentru a asasina președintele, făcându-și apariția numeroase teorii ale conspirației. În 1979, House Select Committee on Assassinations a conchis că Oswald a tras gloanțele fatale lui Kennedy, dar concluziile trase au fost diferite de cele din investigațiile precedente. A fost precizat faptul că „dovezile acustice arată o mare probabilitate ca doi oameni să fi tras în președinte.” Dovezile au fost considerate neconcludente.

## Viața timpurie

### Copilăria
Lee Harvey Oswald s-a născut în New Orleans, Louisiana, la data de 18 octombrie 1939,, fiu al veteranului din Primul Război Mondial, Robert Edward Lee Oswald (4 martie 1896 – 19 august 1939) și al Margueritei Frances Claverie (19 iulie 1907 – 17 ianuarie 1981). Robert a murit din cauza unui infarct cu două luni înainte de nașterea lui Lee. Fratele mai mare al lui Lee, Robert Jr. (n. 7 aprilie 1934) este și el un fost pușcaș marin. Din primul mariaj al Margueritei cu Edward John Pic Jr. a rezultat veteranul Air Force, John Edward Pic (17 ianuarie 1932 – 25 aprilie 2000), fratele vitreg al lui Lee și Robert Jr.
În 1944, Marguerite și-a mutat familia din New Orleans la Dallas, Texas. Oswald a început clasa I în anul 1945 iar în următorii șase ani s-a transferat la diverse școli din Dallas și zona Fort Worth până în clasa a VI-a. Oswald a dat un test de IQ în clasa a IV-a și a primit scorul de 103: „în cadrul testelor de cunoștințe (în clasele IV-VI), s-a descurcat foarte bine la citit și foarte prost la pronunțat pe litere.”
Oswald a fost descris în copilărie de câțiva oameni care îl cunoșteau ca fiind retras și temperamental. În august 1952, când Oswald avea 12 ani, mama lui l-a dus la New York City unde au locuit pentru o scurtă perioadă de timp cu fratele lui vitreg, John. Oswald și mama lui au fost rugați să plece după o ceartă în care Oswald ar fi lovit-o pe mama lui și ar fi amenințat-o pe soția lui John cu cuțitul.
Oswald s-a înscris în clasa a VII-a la The Bronx, New York, dar chiulea des, fapt ce a dus la o evaluare psihiatrică la o casă de corecție. Psihiatrul evaluator, Dr. Renatus Hartogs, l-a descris pe Oswald ca fiind cufundat într-o „viață fantastică reală, în care manipulează subiectele omnipotenței și puterii, prin care [Oswald] încearcă să compenseze prezentele sale neajunsuri și frustrări.” Dr. Hartogs a identificat o „tulburare patologică a personalității în care se regăsesc simptome ale tulburării de personalitate schizoidă și tendințe pasiv-agresive” și a recomandat tratament continuu.
În ianuarie 1954, mama lui Oswald s-a întors la New Orleans, luându-l pe Oswald cu ea. La acel moment, era pusă în discuție de un judecător din New York decizia de a-l lua pe Oswald de sub îngrijirea personală a mamei sale pentru a-i permite să termine studiile, deși comportamentul lui Oswald părea să se îmbunătățească în ultimele lui luni în New York.
În New York, Oswald a absolvit clasele a VIII-a și a IX-a. A intrat în clasa a X-a în 1955 dar s-a lăsat de școală peste două luni. După părăsirea sistemului de învățământ, Oswald a lucrat timp de câteva luni drept funcționar de birou și mesager în New Orleans. În iulie 1956, mama lui Oswald s-a mutat cu familia în Fort Worth, Texas. Oswald s-a reînscris în clasa a X-a în sesiunea de toamnă la Liceul Arlington Heights. Peste câteva săptămâni, în octombrie, Oswald s-a lăsat din nou de școală la vârsta de 17 ani, pentru a se înrola în Marină (vezi mai jos); el nu a primit niciodată o diplomă de absolvire a liceului. Până la vârsta de 17 ani, el a locuit în 22 de locații diferite și a mers la 12 școli distincte.
Deși tânărul Oswald avea probleme în a pronunța pe litere și a scrie coerent el citea cu lăcomie. La 15 ani, s-a proclamat a fi Marxist, scriind în jurnal, „Căutam o cheie pentru mediul meu și apoi am găsit literatura socialistă. Trebuia să caut cărțile din rafturile prăfuite ale bibliotecilor.” La vârsta de 16 ani, a scris o scrisoare către Partidul Socialist American în care cerea informații despre Liga Socialistă a Tinerilor, spunând că a studiat principiile socialiste timp de „ei bine, cincisprezece luni”. Totuși, Edward Voebel, „pe care Comisia Warren l-a stabilit a fi cel mai apropiat prieten al lui Oswald în anii lui de tinerețe în New Orleans... a spus că rapoartele ce susțineau că Oswald «studia deja Comunismul» erau doar niște «mari prostii».” Voebel a susținut că „Oswald citea des «gunoaie de cărți».”
Adolescent fiind, în 1955, Oswald a participat la adunările Patrulei Aviației Civile în New Orleans. Colegii cadeți ai lui Oswald și-au reamintit că el a participat la adunările C.A.P. „de trei sau patru ori” sau „de 10 sau 12 ori” într-un interval de una sau două luni.

### Infanteria marină

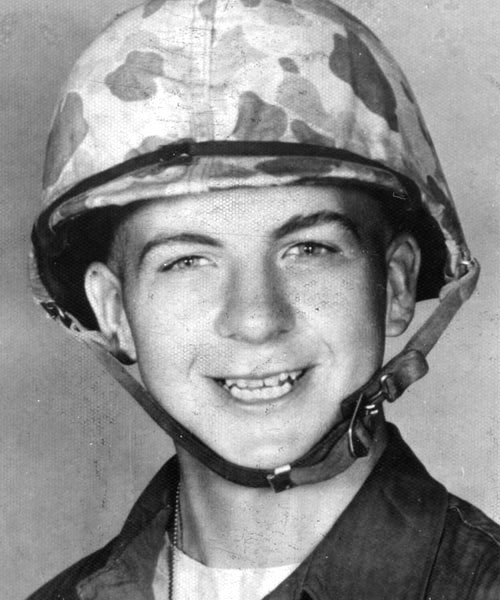
Oswald în timp ce făcea parte din infanterie

Oswald s-a înrolat în United States Marine Corps pe data de 24 octombrie 1956, la puțin timp după ce a împlinit 17 ani. Deoarece avea sub limita de vârstă, fratele lui, Robert Jr. a semnat formularele drept tutorele său. Oswald i-a numit și pe mama și pe fratele lui vitreg John ca beneficiari. Oswald l-a idolatrizat pe fratele său Robert Jr.; o fotografie făcută după ce Lee Harvey a fost arestat de poliția din Dallas îl arată purtând inelul din Infanteria marină a fratelui său. John Pic (fratele vitreg al lui Oswald) a mărturisit Comisiei Warren că înrolarea lui Oswald a fost motivată de dorința „de a scăpa de sub jugul asupririi mamei mele.”
Dosarul de înrolare al lui Oswald cuprinde informații vitale despre acesta: avea 1,73 metri în înălțime, o greutate de 61 kg, ochi căprui și păr castaniu. Întrebuințările militare principale ale lui erau operațiunile ce implicau radarul, o poziție ce necesită autorizație de securitate. Un document din mai 1957 susține că „i s-a acordat autorizația de a se ocupa de probleme secrete până la și inclusiv CONFIDENȚIALE. După o verificare atentă a dosarelor locale, nu s-au găsit date peiorative.” În Cursul de Control Aerian și Operator de Avertismente, a terminat pe locul șapte într-o clasă de 30. Cursul „a inclus instrucție în cadrul survolării avioanelor și folosirii radarului.” I s-a atribuit prima dată un loc în Stația Aeriană a Infanteriei Marine El Toro în iulie 1957, iar apoi unul în Facilitatea Navală Aeriană Atsugi în Japonia în septembrie, parte a Escadronului 1 de Control Naval Aerian.
Ca toți pușcașii marini, Oswald a fost antrenat și testat la tir și a obținut scorul 212 în decembrie 1956, puțin peste cerințele de desemnare a unui trăgător de elită. În mai 1959 a obținut scorul 191, statutul său reducându-se la cel de bun trăgător.
Oswald a fost judecat de Curtea Marțială după ce s-a împușcat accidental în cot cu un pistol neautorizat de 0,22 mm, apoi judecat pentru că s-a luptat cu sergentul pe care Oswald l-a bănuit că ar fi cel responsabil de pedeapsa primită. A fost retrogradat din gradul de fruntaș în cel de soldat și a fost încarcerat pentru puțin timp într-o închisoare militară. Ulterior, a fost pedepsit pentru o a treia faptă: în timp ce-și executa datoria de pază de noapte în Filipine, a tras în mod inexplicabil cu pușca în junglă.
Slab din punct de vedere fizic, Oswald a fost poreclit Iepurele Ozzie după personajul de desene animate; după aceea Oswaldkovici după ce și-a exprimat sentimentele pro-sovietice. În noiembrie 1958, Oswald a fost transferat înapoi la El Toro, unde funcția unității lui era să „servească [sic] pentru avioane și să antreneze atât persoanele cât și ofițerii înrolați pentru viitoare sarcini transmarine.” Un ofițer a spus că Oswald a fost un șef de echipă „foarte competent” și că era „mai inteligent decât majoritatea.”
Cât timp se afla în Marină, Oswald a făcut un efort pentru a învăța rusă rudimentară. Deși acesta a fost neobișnuit, a fost invitat să dea un examen de competență marin în scris și vorbit limba rusă. Nivelul lui a fost catalogat „slab” la acel moment. Pe data de 11 septembrie 1959 a fost achitat de datoriile de serviciu, pe motiv că mama lui avea nevoie de îngrijiri, și a fost pus în rezervă.

## Viața de adult și primele infracțiuni

### Dezertarea în Uniunea Sovietică
În octombrie 1959, chiar înainte să împlinească 20 de ani, Oswald a călătorit spre Uniunea Sovietică, într-o excursie pe care a plănuit-o cu mult înainte. Pe lângă rusa autodidactă însușită, a economisit 1.500 de dolari din salariul său de la Infanteria marină. Oswald a petrecut două zile cu mama sa în Fort Worth, apoi s-a îmbarcat pe un vapor în New Orleans pe 20 septembrie cu destinația Le Havre, Franța, și s-a îndreptat rapid către Regatul Unit. A ajuns în Southampton pe 9 octombrie și le-a spus oficialilor că are 700 de dolari și că va sta o săptămână în Marea Britanie până să ajungă la o școală din Elveția. Cu toate acestea, în aceeași zi a plecat cu avionul spre Helsinki, unde i s-a emis o viză sovietică pe 14 octombrie. Oswald a părăsit Helsinki cu trenul a doua zi, a trecut granița sovietică la Vanikalla și a ajuns la Moscova pe 16 octombrie. Viza lui, valabilă numai pentru o săptămână, urma să expire pe 21 octombrie.
Imediat cum a ajuns, i-a povestit unui ghid Intourist visul lui de a ajunge cetățean sovietic. Când a fost întrebat de ce, de către diverși oficiali ai Uniunii Sovietice, acesta și-a explicat dorința de neînțeles. Le-a spus că era comunist, și le-a arătat ceea ce a descris a fi un jurnal cu „răspunsuri vagi despre «Marea Uniune Sovietică»”. Pe 21 octombrie, ziua în care viza urma să-i expire, a aflat că cererea de schimbare a cetățeniei i-a fost refuzată și că trebuia să părăsească Uniunea Sovietică chiar în acea seară. Înnebunit de durere, Oswald și-a provocat o rană minoră dar sângeroasă la încheietura mâinii stângi în cada camerei de hotel cu puțin timp înainte ca ghidul lui să vină să-l escorteze afară din țară. Conform jurnalului său, dorea să se sinucidă într-un asemenea fel încât să șocheze cu adevărat. Plecarea lui Oswald a fost amânată de rana provocată de el însuși, iar sovieticii l-au ținut sub observație într-un spital de psihiatrie până pe 28 octombrie 1959.

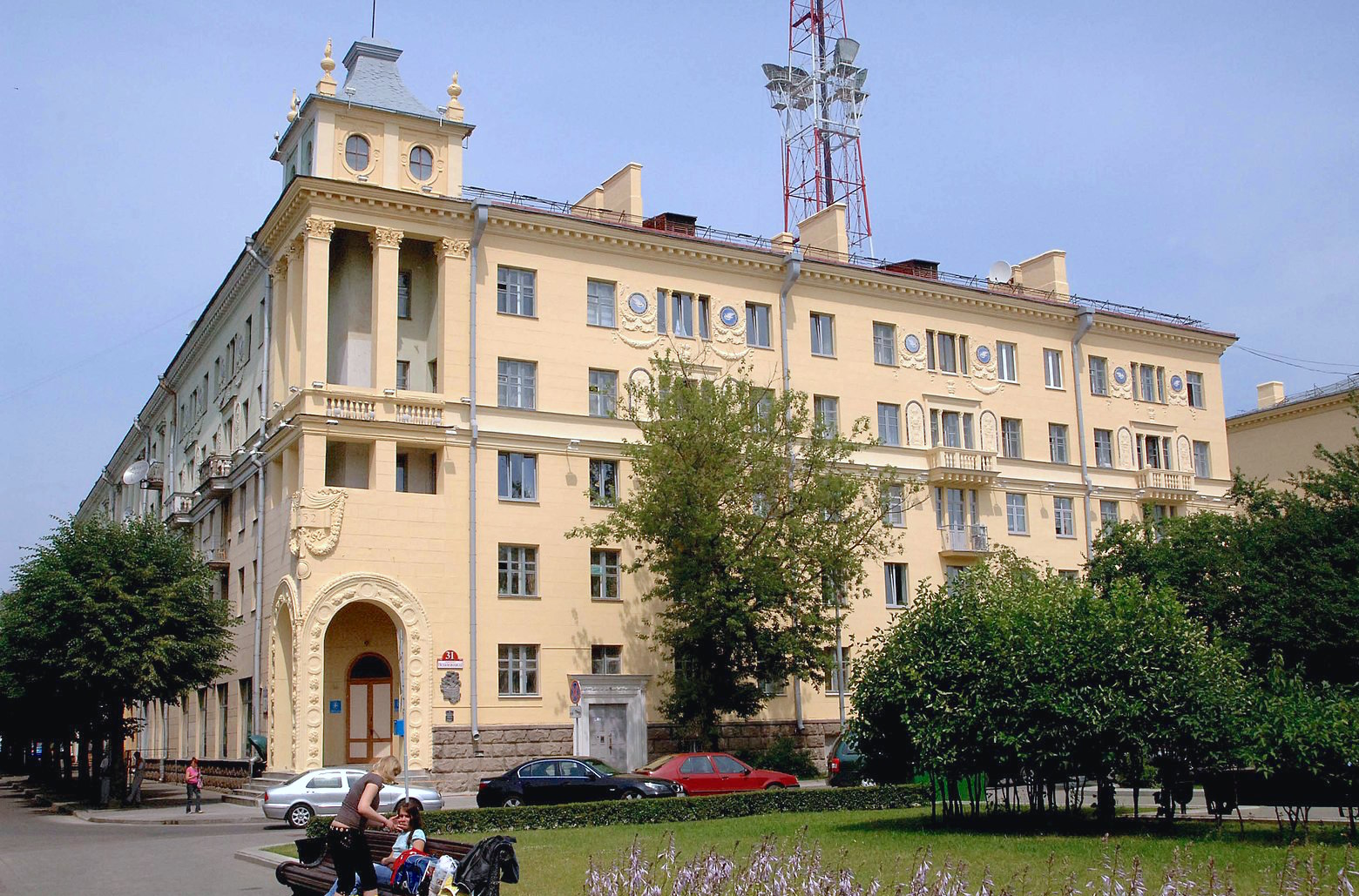
Clădirea de apartamente din Minsk unde Oswald a locuit

Conform lui Oswald, a întâlnit încă patru oficiali sovietici în acea zi, care l-au întrebat dacă vrea să se întoarcă în Statele Unite; el a insistat că vrea să rămână în Uniunea Sovietică ca cetățean sovietic. Când i-au fost cerute insistent actele de identitate, acesta le-a înmânat actele de achitare.
Pe data de 31 octombrie, Oswald s-a înfățișat la Ambasada Statelor Unite la Moscova, declarându-și dorința de a renunța la cetățenia americană. „M-am hotărât,” a spus Oswald. „Am terminat.” I-a spus ofițerului intervievator de la Ambasada SUA, Richard Edward Snyder. În calitate de operator de radare în Infanteria marină el a susținut voluntar în fața oficialilor sovietici că le poate face cunoscute detalii despre Infanteria marină deoarece el le deține prin funcția pe care o are. A precizat că știe ceva de un interes deosebit. (Asemenea afirmații au dus de la trimiterea onorabilă a lui Oswald în rezervă la cea indezirabilă de dezertor.) Povestea Associated Press cu dezertarea unui fost pușcaș marin al SUA spre Uniunea Sovietică a apărut pe primele pagini ale ziarelor în 1959.
Deși Oswald dorea să frecventeze Universitatea din Moscova, a fost trimis la Minsk pentru a lucra ca strungar la Fabrica de Electronice Gorizont, care producea radiouri, televizoare și electronice cu uz militar și spațial. Stanislav Șușkevici, care a devenit ulterior primul lider al Belarusului independent, a fost și el contactat de Gorizont și desemnat să-l învețe pe Oswald rusa. Oswald a primit o garsonieră complet mobilată într-o clădire prestigioasă și o primă bonus peste salariul său de la fabrică — toate acestea marcându-i o viață idilică la standardele clasei de muncitori sovietici, deși a fost ținut sub supraveghere constantă.
Oswald a devenit plictisit în Minsk. El a scris în jurnalul său în ianuarie 1961: „Încep să-mi reconsider dorința de a sta aici. Locul de muncă este plictisitor și nu am unde cheltui banii pe care îi primesc. Nu sunt cluburi de noapte sau piste de bowling, nici un loc de recreere cu excepția serilor de dans ale Sindicatului. Mi-a ajuns.” Peste puțin timp, Oswald (care nu renunțase oficial la cetățenia lui americană) a trimis Ambasadei SUA de la Moscova o scrisoare în care a solicitat înapoierea pașaportului american și și-a exprimat dorința de a se întoarce în Statele Unite.
În martie 1961, Oswald a întâlnit-o pe Marina Nikolaievna Prusakova, o studentă la farmacie în vârstă de 19 ani; ei s-au căsătorit în mai puțin de șase săptămâni, în luna aprilie 1961. Primul copil al lor, June, s-a născut pe 15 februarie 1962. Pe 24 mai 1962, Oswald și Marina au apelat la Ambasada SUA pentru a obține documente care să le permită să emigreze în SUA. Pe 1 iunie 1962, Ambasada i-a acordat lui Oswald un împrumut pentru reîntoarcerea în țară în valoare de 435,71 dolari. Oswald, Marina și bebelușul lor au plecat în Statele Unite, unde nu au beneficiat de atenția presei, spre dezamăgirea lui Oswald.

### Dallas-Fort Worth
Familia Oswald s-a stabilit în zona Dallas-Fort Worth, unde au locuit mama și fratele lui Lee. Lee a început să redacteze un manuscris despre viața sovietică, dar a abandonat ulterior proiectul. Lee a făcut apoi cunoștință cu mai mulți emigranți ruși și est-europeni anti-comuniști. În mărturia luată de Comisia Warren, Alexander Kleinlerer a spus că emigranții ruși o simpatizau pe Marina, în timp ce pe Oswald abia îl tolerau, numindu-l grosolan și arogant.
Deși emigranții ruși au abandonat-o pe Marina când n-a dat semne că ar dori să-l părăsească pe Lee, Oswald și-a găsit un prieten neobișnuit în persoana unui emigrant rus în vârstă de 51 de ani, George de Mohrenschildt, un geolog petrolist cu afaceri internaționale. Nativ din Rusia, de Mohrenschildt a dezvăluit ulterior Comisiei Warren că Oswald avea „...o fluență remarcabilă când vorbea în rusă.” Marina, între timp, s-a împrietenit cu Ruth Paine, un Quaker care încerca să învețe limba rusă și cu soțul său, Michael Paine, care lucra pentru Bell Helicopter.
În iulie 1962, Oswald a fost angajat de Dallas Leslie Welding Company; nu i-a plăcut slujba și a demisionat peste trei luni. În octombrie, a fost angajat de firma de arte grafice Jaggars-Chiles-Stovall drept stagiar în fototipărire. Un coleg de-al lui Oswald a declarat că grosolănia lui Oswald la noul lui loc de muncă degenerat în certuri violente și că l-a văzut odată citind o publicație în limba rusă.
 Oswald a fost dat afară în prima săptămână a lunii aprilie 1963.
Unii au sugerat că Oswald folosește ustensile de la locul de muncă pentru a falsifica acte de identitate.

### Încercarea de asasinare a lui Edwin Walker
În martie 1963, Oswald a achiziționat prin poștă o armă Carcano de calibrul de 6,5 mm, folosind numele „A. Hidell”, precum și un revolver Smith & Wesson modelul 10 prin aceeași metodă.
Comisia Warren a concluzionat că pe 10 aprilie 1963, Oswald a încercat să-l ucidă pe generalul american Edwin Walker aflat în pensie, trăgând cu pușca înspre Walker printr-o fereastră, la mai puțin de 30 de m distanță, în timp ce Walker stătea la un birou din casă; glonțul a lovit rama ferestrei iar singurele răni ale lui Walker au fost provocate de fragmentele de glonț în antebraț. (Comisia Specială pentru Asasinate Politice a Camerei Reprezentanților a susținut că „dovezile au sugerat puternic” implicarea lui Oswald în atentat.)
Generalul Walker era un convins anti-comunist, segregaționist și membru al Societății John Birch. În 1961, Walker a fost eliberat din funcția de comandant al celei de-a 24-a divizii a Armatei SUA din Germania de Vest pentru distribuirea literaturii politicii de dreapta trupelor sale. Acțiunile ulterioare ale Walker în opoziție cu integrarea rasială, la Universitatea din Mississippi au dus la arestarea lui pentru insurecție, conspirație sedițioasă și alte capete de acuzare. A fost ținut temporar într-un spital de psihiatrie din ordinele fratelui Președintelui Kennedy, Ministrul de Justiție Robert Kennedy, dar un Mare Juriu a refuzat să-l inculpe.
Marina Oswald a mărturisit că soțul i-a spus că a călătorit cu autobuzul până la casa Generalului Walker și că l-a împușcat. Ea a spus că Oswald l-a considerat pe Walker liderul unei „organizații fasciste”. Un bilet pe care Oswald l-a lăsat pentru Marina în acea noapte în care îi spunea ce să facă dacă nu se mai întoarce a fost găsit după zece zile de la asasinarea lui Kennedy.
Înainte de asasinarea lui Kennedy, poliția din Dallas nu avea niciun suspect în cazul Walker,
dar implicarea lui Oswald a fost suspectată la câteva ore după încarcerarea lui în cazul Kennedy. Glonțul de la Walker era prea deteriorat pentru a se efectua teste balistice asupra lui, dar analiza prin activare cu neutroni a arătat ulterior că este „foarte probabil” ca acesta să fie de la același producător ca cele două gloanțe care l-au ucis pe Kennedy.
George de Mohrenschildt a mărturisit că "știa că Oswald îl disprețuia pe Generalul Walker." Cu privire la acest subiect, De Mohrenschildt și soția sa Jeanne și-au amintit de un incident care a avut loc în weekend-ul următor încercării de asasinare a lui Walker. Familia De Mohrenschildt a mărturisit că pe 14 aprilie 1963, chiar înainte de Duminica Paștelui, erau în vizită la familia Oswald la noul lor apartament, și le-au cumpărat o jucărie Iepuraș de Paște pentru copilul lor. Cât timp soția lui Oswald, Marina, îi arăta Jeannei apartamentul, au descoperit o pușcă sprijinită de un dulap. Jeanne i-a spus lui George că Oswald are o pușcă iar George a glumit cu el, „Tu ai fost cel care a încercat să-l împuște pe Walker?” Întrebați de reacția lui Oswald, George de Mohrenschildt a spus Comisiei Warren că el „a rânjit.” Când soția lui George, Jeanne, a fost întrebată de reacția lui Oswald ea a spus „Nu am observat nimic”; ea a continuat, "am început să râdem foarte tare de gluma, gluma bună a lui George.” Jeanne de Mohrenschildt a mărturisit că asta a fost ultima oară când ea sau soțul său i-au văzut pe cei din familia Oswald.

### New Orleans

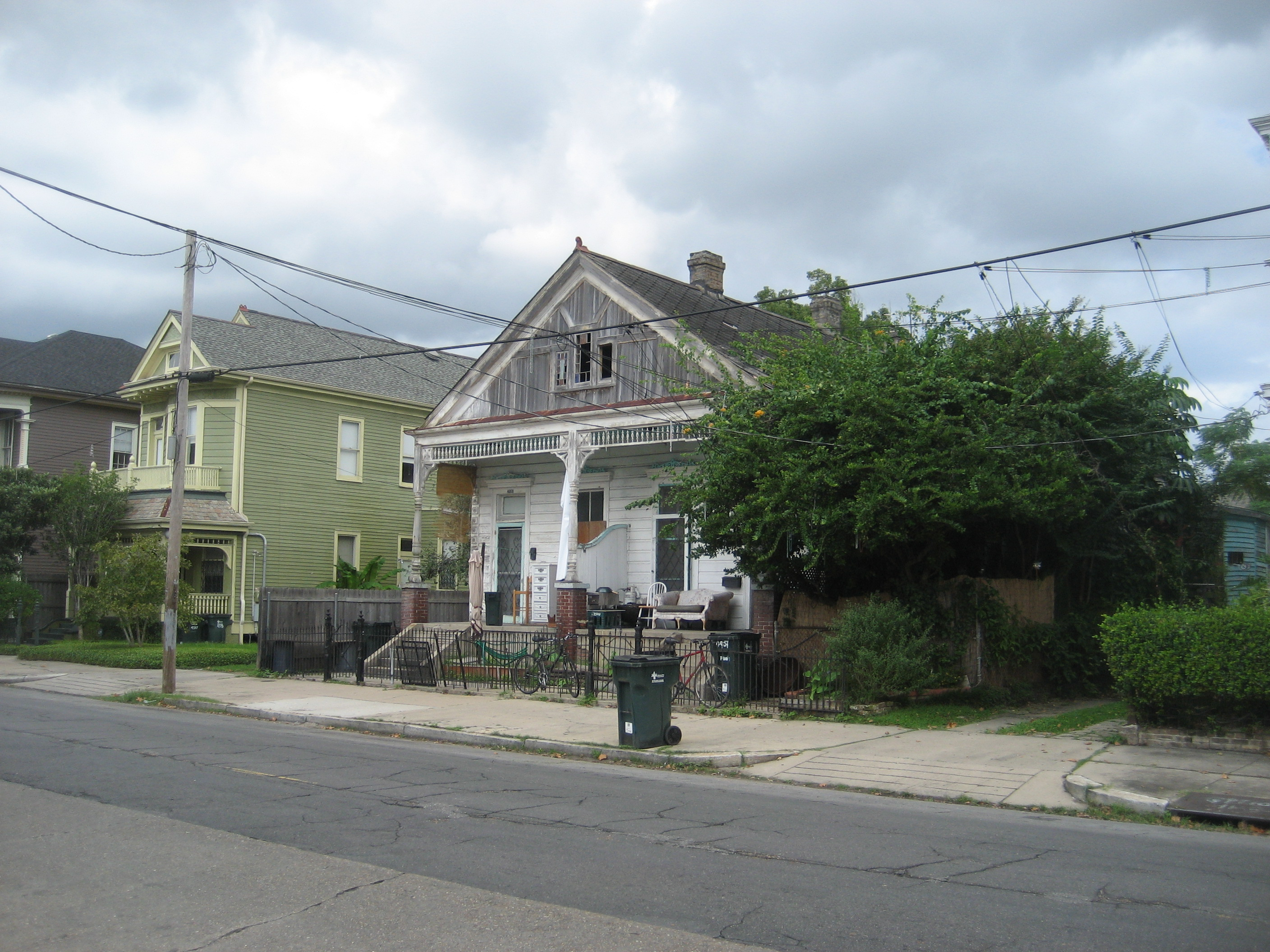
Oswald a închiriat un apartament din această clădire din centrul orașului New Orleans în perioada mai-septembrie 1963

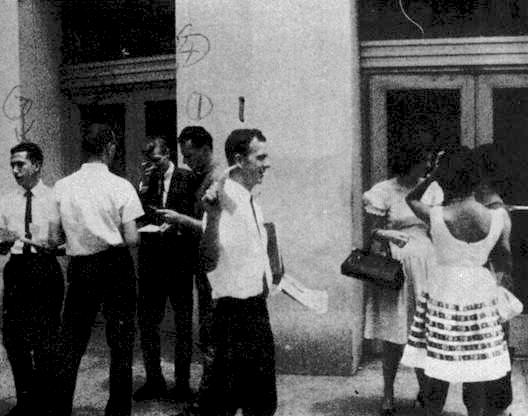
Oswald împărțind pliante „Fair Play for Cuba” în New Orleans, 16 august 1963

Oswald s-a întors în New Orleans pe 24 aprilie 1963. Prietena Marinei, Ruth Paine, a condus-o cu mașina de la Dallas pentru a i se alătura lui Oswald în New Orleans luna următoare, în mai. Pe data de 10 mai, Oswald a fost angajat de „Reily Coffee Company”, al cărei proprietar, William Reily, a fost un susținător al Comitetului „Cruciadă pentru o Cuba liberă”, o organizație anti-Castro. Oswald a fost gresor la Reily, dar a fost concediat în iulie „...deoarece prestația sa nu era satisfăcătoare și pentru că petrecea prea mult timp în garajul de alături al lui Adrian Alba, unde citea reviste despre puști și vânătoare."
La data de 26 mai, Oswald a trimis o scrisoare sediului Comitetului pro-Castro „Fair Play pentru Cuba” din New York City, propunând închirierea „unui mic birou pe cheltuiala mea, pentru formarea unui oficiu FPCC, aici în New Orleans.” Peste trei zile, FPCC i-a răspuns lui Oswald dezacordul față de un birou la New Orleans „cel puțin... nu pentru început.” Într-o scrisoare de răspuns a lui Oswalda, acesta a replicat, „Împotriva sfatului dvs., am hotărât să iau un birou de la bun început.”
Fiind singurul membru al filialei FPCC din New Orleans, Oswald a cerut următoarele de la o tipografie locală: 500 de formulare de aplicație, 300 de carduri de membru, și 1000 de pliante cu titlul „Jos mâinile de pe Cuba.” Conform soției lui Lee Oswald, Marina, Lee i-a spus să scrie numele „A.J. Hidell” pentru titlul de președinte al filialei pe cardul său de membru.
Pe 5 și 6 august, conform militantului anti-Castro Carlos Bringuier, Oswald l-a vizitat la un magazin pe care îl deținea în New Orleans. Bringuier era delegatul organizației Directorio Revoluctionario Estudantil (DRE) din New Orleans. Bringuier a mărturisit ulterior Comisiei Warren că era de părere că vizitele lui Oswald erau în încercarea de a se infiltra în grup. Pe 9 august, Oswald s-a afișat în centrul orașului New Orleans cu pliante pro-Castro. Bringuier l-a confruntat pe Oswald, susținând că a aflat de acțiunile lui Oswald de la un prieten. A urmat o încăierare iar Oswald, Bringuier, și doi prieteni ai lui Bringuier au fost arestați pentru tulburarea liniștii. Înainte să părăsească sediul poliției, Oswald a cerut să vorbească cu un agent FBI. Agentul John Quigley a sosit și a discutat mai bine de o oră cu Oswald.
Peste o săptămână, pe 16 august, Oswald a început să împartă din nou pliante „Fair Play for Cuba” cu ajutorul a doi prieteni, dar de data aceasta în fața International Trade Mart. Incidentul a fost filmat de WDSU, o stație TV locală. A doua zi, Oswald a fost intervievat de comentatorul radio-ului WDSU, William Stuckey, care a cercetat trecutul lui Oswald. Peste câteva zile, Oswald a acceptat invitația lui Stuckey de a participa la o dezbatere radio cu Carlos Bringuier și asociatul său, Edward Scannell Butler, șeful „de dreapta” al Information Council of the Americas (INCA).
Unul dintre pliantele lui Oswald cu „Fair Play for Cuba” avea adresa „544 Camp Street” ștampilată de mână pe el, aparent chiar de Oswald. Adresa era la „Clădirea Newman” care, în perioada octombrie 1961 - februarie 1962, a găzduit un grup militant anti-Castro, Consiliul Revoluționar Cubanez. Situată în colțul clădirii, dar cu o intrare diferită, era adresa „531 Lafayette Street” — adresa „Guy Banister Associates”, o agenție de detectivi privați condusă de fostul agent FBI Guy Banister. Biroul lui Banister era implicat în activități de investigații anti-Castro private în zona New Orleans (un dosar CIA indica faptul că în septembrie 1960, CIA a luat în considerare „folosirea «Guy Banister Associates» pentru colecția de informații externe, dar în final a renunțat").
În anii '70 târzii, House Select Committee on Assassinations (HSCA) a investigat posibilele relații ale lui Oswald cu biroul lui Bannister. Deoarece comitetul nu putea să-i ia un interviu lui Guy Banister (decedat în 1964), comitetul l-a intervievat pe fratele lui, Ross Banister. Ross „i-a spus comitetului că fratele său a spus că l-a văzut pe Oswald împărțind literatură «Fair Play for Cuba» la o anumită ocazie. Ross a teorizat că Oswald a folosit adresa «544 Camp Street» pentru a-l stânjeni pe Guy."
Secretara lui Guy Banister, Delphine Roberts, i-a spus autorului Anthony Summers că l-a văzut pe Oswald la biroul lui Bannister, și că a completat unul dintre formularele de aplicare pentru „agent” ale lui Bannister. A spus că „Oswald s-a întors de mai multe ori. Părea să fie în termeni familiar cu Bannister și biroul lui." House Select Committee on Assassinations a investigat afirmațiile lui Roberts și a afirmat că „din cauza contradicțiilor din afirmațiile lui Roberts oferite comitetului și din lipsa coroborației independente dintre multe afirmații, autenticitatea declarațiilor sale nu a putut fi determinată."
Activitățiile din 1963 din New Orleans ale lui Oswald au fost apoi investigate de procurorul districtului New Orleans Jim Garrison, ca parte a urmăririi penale ale lui Clay Shaw din perioada 1967–1969. Garrison a fost interesat în special de un asociat al lui Guy Banister, pe nume David Ferrie și de posibila conexiune cu Oswald, pe care Ferrie însuși a negat-o. Ferrie a murit înainte ca Garrison să poată termina investigația. Acuzat de conspirație la asasinarea lui JFK, Shaw nu a fost găsit vinovat.
Comisia Warren a examinat implicarea lui Oswald într-o trupă a Patrulei Civile Aeriene la care a participat foarte puțin în 1955 cu prietenul de liceu Edward Voebel. Câțiva martori au confirmat că David Ferrie era comandantul unității P.C.A. în timpul în care Oswald participa la întâlnirile patrulei. Totuși, FBI l-a intervievat pe Ferrie imediat după asasinare și a concluzionat că nu a existat nicio relație semnificantă între el și Oswald. O investigație mai complexă a fost efectuată de House Select Committee on Assassinations, care a intervievat câțiva dintre foștii colegi cadeți ai lui Oswald și pe alții; totuși niciunul nu și-a amintit de vreo interacționare între cei doi. Aceștia au susținut că Oswald a participat la 8-10 întâlniri P.C.A. în decursul unei perioade de două luni. În 1993, programul de televiziune PBS, Frontline a obținut o fotografie făcută în 1955 cu Oswald și Ferrie participând la un picnic P.C.A. cu alți cadeți.

### Mexic
Prietena Marinei, Ruth Paine, a transportat-o pe Marina și pe copilul ei cu mașina din New Orleans la reședința familiei Paine din Irving, Texas, lângă Dallas, pe 23 septembrie 1963. Oswald a stat în New Orleans încă cel puțin două zile pentru a colecta un cec de șomaj în valoare de 33 de dolari. Nu se știe clar când a părăsit New Orleans; se știe că a luat un autobuz în Houston pe 26 septembrie—îndreptat spre granița cu Mexicul și nu spre Dallas—și a spus unor călători că plănuia să meargă în Cuba via Mexic. A ajuns în Ciudad de México pe 27 septembrie, unde a aplicat pentru o viză de tranzit la Ambasada Cubaneză, afirmând că vrea să viziteze Cuba în drumul său spre Uniunea Sovietică. Oficialii Ambasadei cubaneze au insistat că Oswald ar fi avut nevoie de aprobarea sovieticilor, dar nu putea să obțină cooperarea cu ambasada Sovietică.
După cinci zile în care s-a plimbat între ambasade — a avut o ceartă cu un oficial la ambasada cubaneză, rugăminte ale agenților KGB și control din partea CIA — un ofițer cubanez i-a spus lui Oswald că nu i s-a aprobat cererea de viză, spunând că „o persoană cum e el, [Oswald] venită drept complice la Revoluția Cubaneză, face rău." Mai târziu, pe 18 octombrie, ambasada Cubaneză a aprobat viza, dar la această dată, Oswald era deja înapoi în Statele Unite și a renunțat la planurile de a vizita Cuba și Uniunea Sovietică. Ulterior, cu 11 zile înainte de asasinarea Președintelui Kennedy, Oswald a scris ambasadei Sovietice din Washington, D.C., „Dacă aș fi putut să ajung la timp la Ambasada Sovietică din Havana, cum era planificat, ambasada avea timp să ne rezolve treaba.”
În timp ce Comisia Warren a concluzionat că Oswald a vizitat Ciudad de México și consulatele cubaneze și sovietice, întrebările privind dacă o persoană s-a dat drept Oswald și s-a afișat la ambasade erau destul de importante pentru a fi investigate de House Select Committee on Assassinations. Ulterior, Comitetul a fost de acord cu Comisia Warren că Oswald a vizitat Ciudad de México și a concluzionat că „majoritatea dovezilor tind să indice” faptul că Oswald a vizitat cu adevărat consulatele, dar Comitetul nu a eliminat în totalitate ipoteza ca altcineva să o fi făcut.

### Întoarcerea în Dallas

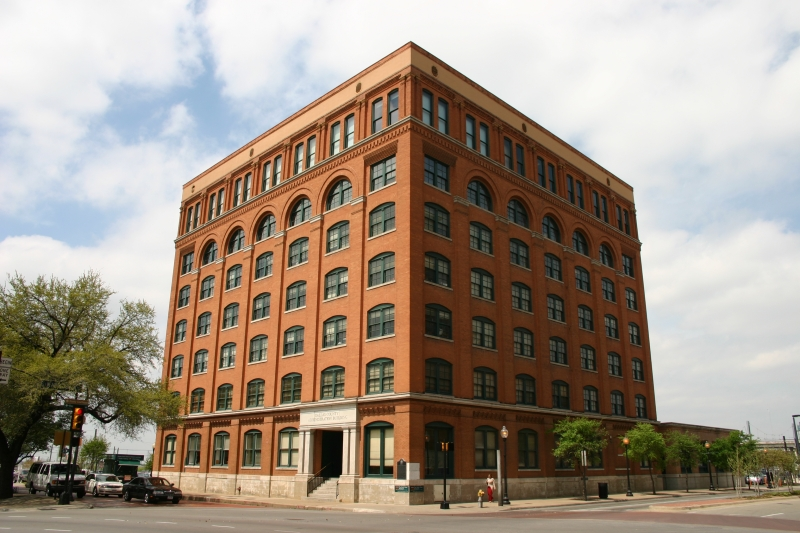
Depozitul de Carte Școlară din Texas, unde era angajat Oswald

Pe 2 octombrie 1963, Oswald a părăsit Ciudad de México cu autobuzul și a ajuns la Dallas a doua zi. Ruth Paine a spus că vecinul ei i-a spus că pe 14 octombrie s-a eliberat un loc de muncă la Depozitul de Carte Școlară din Texas, unde lucra fratele vecinului ei, Wesley Frazier. D-na Paine l-a informat pe Oswald, care a fost intervievat la depozit și a fost angajat acolo pe 16 octombrie cu datoria de a completa formulare; salariul era de 1,25 dolari pe oră. Supraveghetorul lui Oswald, Roy S. Truly (1907-1985), a spus că Oswald „făcea o treabă bună” și că era mai bun decât un angajat mediu. În timpul săptămânii, Oswald a stat într-o casă mobilată pentru închiriat (sub numele de „O.H. Lee”), dar își petrecea weekend-urile cu Marina la reședința Paine din Irving. Oswald nu conducea, dar făcea naveta spre și din Dallas lunea și vinerea cu colegul său Wesley Frazier. Pe 20 octombrie s-a născut a doua fiică a familiei Oswald, Audrey.
Agenții FBI au vizitat de două ori reședința familiei Paine în primele zile ale lunii noiembrie, când Oswald nu era prezent, și au discutat cu d-na Paine. Oswald a vizitat biroul FBI din Dallas cu 2-3 săptămâni înaintea asasinării, rugând să discute cu agentul special James P. Hosty. Când i s-a spus că Hosty nu era disponibil, Oswald a lăsat un bilet, care conform recepționistei spunea: „Considerați-o ca pe o avertizare. Voi arunca în aer FBI-ul și Departamentul de Poliție din Dallas dacă nu vă opriți din a-mi deranja soția” [semnat] „Lee Harvey Oswald.” Biletul conținea mai multe amenințări, variind de la "aruncarea în aer a sediului FBI" sau doar "denunțarea faptei la autorități superioare". Conform lui Hosty, biletul spunea, „Dacă vreți să aflați ceva despre mine, veniți direct la mine. Dacă îmi mai deranjați soția, voi acționa în circumstanță și voi denunța asta autorităților superioare." Agentul Hosty spunea că a distrus biletul la ordinele superiorului său, Gordon Shanklin, după ce Oswald a fost suspectat de asasinarea lui Kennedy.

## Împușcarea lui Kennedy și Tippit
În zilele de dinaintea sosirii lui Kennedy, câteva ziare au descris ruta cortegiului prezidențial care cuprindea și trecerea pe lângă Depozitul Școlar. Pe 21 noiembrie (o zi de joi) Oswald l-a rugat în mod neobișnuit pe Frazier să-l ducă în mijlocul săptămânii până la Irving, pentru, spunea el, a prelua niște tije pentru perdea. În următoarea dimineață (vineri) s-a întors la Dallas cu Frazier; a lăsat în urmă 170 de dolari și verigheta sa, dar a luat cu el o pungă de hârtie. Frazier a declarat că Oswald i-a spus că în pungă avea tijele pentru perdea. Dovezile au demonstrat că punga conținea de fapt pușca folosită de Oswald la asasinare.

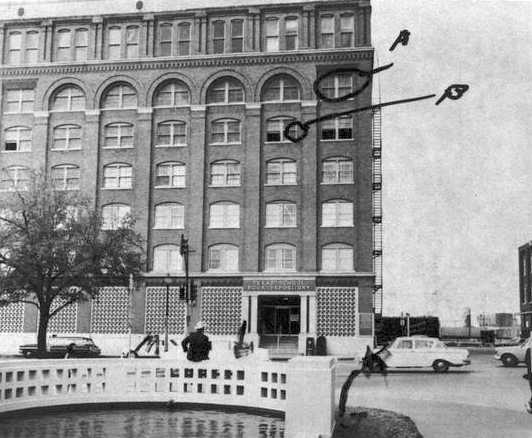
Martorul Howard Brennan a fotografiat din aceeași poziție în care se afla pe 22 noiembrie 1963, vizavi de Depozitul Școlar. Cercul „A” indică locul unde a văzut un om trăgând înspre cortegiul prezidențial

Colegul lui Oswald, Charles Givens, a declarat Comisiei că ultima oară când l-a văzut pe Oswald a fost la etajul 6 al depozitului la aproximativ 11:55, ora locală — cu 35 de minute înainte de asasinare. Raportul Comisiei susținea că Oswald nu a fost văzut din nou „decât după împușcături.” Totuși, într-un raport FBI făcut în ziua care a urmat asasinării, Givens a spus că intersectarea lui cu Oswald a avut loc la 11:30 și că l-a văzut apoi pe Oswald citind un ziar la etajul 1, la ora 11:50. William Shelley, un supraveghetor al depozitului, a confirmat că l-a văzut pe Oswald la primul etaj vorbind la telefon între 11:45 și 11:50. Omul de serviciu Eddie Piper a mărturisit că a vorbit cu Oswald la etajul I la ora 12:00. Un alt coleg, Bonnie Ray Williams, era la etajul 6 al depozitului luându-și prânzul și a stat acolo cel puțin până la ora 12:10. A spus că în acel timp nu l-a văzut pe Oswald, sau pe oricine altcineva la etajul 6 și simțea că este singur acolo. Totuși, a spus că niște cutii din colțul sud-estic l-ar fi prevenit să vadă adânc în „cuibul de lunetist.” Carolyn Arnold, secretarul vice-președintelui DCȘT, a informat FBI-ul că atunci când părăsea clădirea pentru a vedea cortegiul, a văzut cu colțul ochiului un om (care credea ea că este Oswald) stând în holul din primul etaj înainte de asasinare.
Conform câtorva investigații guvernamentale, inclusiv cea a Comisiei Warren, în timp ce cortegiul prezidențial al lui Kennedy trecea în Dealey Plaza la ora aproximativă 12:30 pe 22 noiembrie, Oswald a tras trei focuri de pușcă de la etajul al șaselea, de la o fereastră din colțul de sud-est al Depozitului de Carte Școlară, ucigându-l pe președintele Kennedy și rănindu-l grav pe guvernatorul de Texas, John Connally, un alt glonț lovindu-l pe Kennedy în cap. Un glonț a fost deviat de un stejar, a ricoșat în pasaj și l-a rănit ușor la nivelul feței pe spectatorul James Tague. Howard Brennan, un instalator care stătea pe strada aflată vizavi de Depozitul de Carte Școlară, a anunțat poliția că în timp ce se uita la cortegiu, a auzit o împușcătură care venea de deasupra și s-a uitat în sus, văzând o persoană cu o pușcă trăgând din nou de la fereastra de la etajul șase. A spus că a văzut aceeași persoană cu câteva minute înainte uitându-se pe geam. Brennan a descris lunetistul, iar poliția din Dallas a transmis ulterior descrierile la ora 12:45, 12:48 și 12:55, ora locală. După cea de-a doua împușcătură, Brennan și-a amintit, „Acest om pe care l-am văzut țintea pentru ultimul foc de armă ... și poate a făcut o pauză pentru a se asigura că și-a atins ținta.”
Conform investigațiilor, după atac, Oswald și-a ascuns și acoperit pușca sub cutii și a coborât folosind scara din spate. La 90 de secunde după împușcături, în sala de mese de la etajul doi, Oswald l-a întâlnit pe ofițerul de poliție Marrion Baker acompaniat de supervizorul lui Oswald, Roy Truly; Baker l-a lăsat pe Oswald să treacă după ce Truly l-a identificat ca angajat. Conform lui Baker, Oswald nu părea să fie agitat sau fără suflu. Truly a spus că Oswald „a tresărit” când Baker și-a orientat arma spre el. Doamna Robert Reid — supervizorul depozitului, a spus că l-a văzut pe Oswald „foarte calm” cu o cola în mână, în timp ce se întorcea în birou la două minute de la asasinat. Când s-au intersectat, d-na Reid i-a spus lui Oswald, „Președintele a fost împușcat” iar ca răspuns Oswald a murmurat ceva neinteligibil. Se crede că Oswald a părăsit Depozitul prin intrarea din față fix înainte ca poliția să o sigileze. Supraveghetorul lui Oswald, Roy Truly, a remarcat ulterior în fața ofițerilor că Oswald era singurul angajat de care era sigur că lipsea.
La ora 12:40, Oswald a luat un autobuz (probabil din cauza traficului), a cerut un bilet de la șofer, și a coborât la a doua stație. Oswald a luat un taxi până acasă, pe 1026 North Beckley Avenue, ajungând la ora 13:00 cu aproximație. A intrat pe ușa din față, și conform menajerei sale, Earlene Roberts, a mers imediat în camera sa, „într-un ritm grăbit”. Roberts a spus că Oswald a plecat „peste puține minute”, luând pe el o jachetă pe care nu o purtase când venise mai devreme. După ce Oswald a plecat, Roberts s-a uitat pe fereastra din casa ei și l-a văzut ultima oară în stația de autobuz din Beckley Avenue din fața casei.
Comisia Warren a concluzionat că la aproximativ ora 13:15, polițistul din Dallas J. D. Tippit conducea mașina de patrulă când a trecut pe lângă Oswald&mbsp;— probabil pentru că Oswald se potrivea cu descrierea omului pe care l-a văzut martorul Howard Brennan trăgând în cortegiul prezidențial. Întâlnirea polițistului Tippit cu Oswald a avut loc lângă intersecția străzii East 10 cu North Patton Avenue. Această locație este la 1,4 km sud-est de casa închiriată de lui Oswald — distanță pe care Comisia Warren a descris-o ca fiind „ușor de parcurs de Oswald.” Tippit a oprit lângă Oswald și „a avut un schimb de replici prin geamul din față.” „Imediat după ora 13:15”, Tippit a ieșit din mașină și a fost imediat lovit și ucis cu patru focuri de armă.
Numeroși martori au auzit împușcăturile și l-au văzut pe Oswald părăsind scena cu un revolver în mână; nouă persoane l-au identificat pe Oswald ca fiind cel care l-a împușcat pe Tippit și a fugit. Patru tuburi de cartușe găsite în acel loc au fost identificate de experți înainte de Comisia Warren și House Select Committee ca fiind trase din revolver găsit ulterior în posesia lui Oswald, excluzându-se celelalte arme. Totuși, gloanțele extrase din corpul lui Tippit nu au putut fiind identificate ca fiind din revolverul lui Oswald deoarece erau prea deteriorate pentru a se trage concluzii.

### Arestarea
Johnny Brewer, managerul unui magazin de pantofi, a declarat că l-a văzut pe Oswald „ghemuindu-se” pe alcovul de la intrarea în magazinul său. Suspicios de activitatea sa, Brewer l-a urmărit pe Oswald cum a mers în continuare pe stradă și a intrat în clădirea Texas Theatre din apropiere fără să plătească. A alertat vânzătorul de bilete, care a telefonat poliția la aproximativ 13:40.
După sosirea poliției, reflectoarele au fost ridicate iar Brewer l-a arătat pe Oswald care stătea în spatele teatrului. Ofițerul de poliție Nick McDonald a mărturisit că a fost primul care a ajuns la Oswald, iar el era deja pregătit să se predea spunând, „Ei bine, acum s-a terminat totul.” Totuși, ofițerul McDonald a spus că Oswald a scos un pistol din buzunarul pantalonilor, a îndreptat spre el pistolul și a apăsat trăgaciul. McDonald a afirmat că pistolul nu a tras deoarece percutorul pistolului a căzut pe membrana dintre degetul mare și cel arătător când a luat pistolul. McDonald a spus că Oswald l-a lovit, dar a ripostat și l-a dezarmat pe Oswald. Când a fost dus afară din teatru, Oswald a strigat că este o victimă a brutalității poliției.
La ora 14:00, Oswald a ajuns la clădirea Departamentului de Poliție, unde a fost chestionat de detectivul Jim Leavelle în legătură cu împușcarea ofițerului Tippit. Când căpitanul J. W. Fritz a auzit numele lui Oswald, l-a recunoscut ca fiind angajat al Depozitului Școlar care a fost declarat dispărut și era deja un suspect în asasinare. Oswald a fost acuzat în mod oficial de asasinarea ofițerului Tippit la ora 19:10, iar până după miezul nopții (puțin după ora 1:30) a fost acuzat și de asasinarea Președintelui Kennedy.
Imediat după arestare, Oswald a întâlnit reporteri pe un hol. Oswald a declarat, „Nu am împușcat pe nimeni” și, „M-au arestat pentru că am locuit în Uniunea Sovietică. Sunt doar un țap ispășitor!” Mai târziu, la o conferință de presă, un reporter l-a întrebat, „L-ați omorât pe Președinte?" iar Oswald — care la acel moment a fost anunțat de acuzația de asasinare a lui Tippit, dar nu și cea a lui Kennedy — a răspuns, „Nu, nu am fost acuzat de asta. De fapt, nimeni nu m-a anunțat de asta. Primul lucru pe care l-am auzit despre asta a fost când ziariștii din hol mi-au pus această întrebare.” Când a fost dus afară din cameră, i s-au pus întrebările „Ce ai făcut în Rusia?” și „Cum te-ai rănit la ochi?”; Oswald a replicat, „M-a lovit un polițist.”

## Interogările la poliție

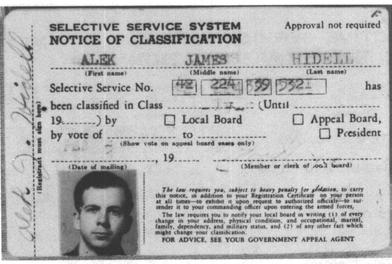
Card fals pe numele lui „Alek James Hidell”, găsit la arestarea lui Oswald. Numele „A. Hidell” a fost folosit atât pe plic cât și biletul de comandă folosite pentru achiziționarea armei crimei (vezi CE 773), iar „A. J. Hidell” a fost numele alternativ al cutiei poștale din New Orleans pe care Oswald a închiriat-o pe 11 iunie 1963. Atât arma crimei cât și pistolul aflat în posesia lui Oswald la arestare au fost trimise mai devreme (la date diferite) la cutia poștală 2915 a lui Oswald din Dallas, fiind comandate de „A. J. Hidell”.

Oswald a fost interogat de câteva ori în cele două zile petrecute la Sediul Poliției din Dallas. El a recunoscut că a mers la locuința închiriată după ce a părăsit depozitul școlar. De asemenea, a admis și că și-a schimbat hainele și și-a luat un revolver cu calibrul de 9 mm înainte să plece spre teatru. Totuși, Oswald a negat uciderea lui Kennedy și Tippit; a negat deținerea unei carabine; a declarat că cele două fotografii în care el apare ținând o carabină în mână sunt false; a negat faptul că i-a spus colegului său că ar vrea să meargă la Irving pentru a lua tije de perdea pentru apartament (a spus că în pachet se afla prânzul lui); și a negat că a dus la serviciu o cutie mare și groasă, în dimineața asasinării. Oswald a spus că nu cunoaște niciun „A. J. Hidell”. Lui Oswald i s-a arătat apoi un card falsificat „Selective Secret Service” cu fotografia lui și acronimul "Alek James Hidell", pe care îl avea în posesie la momentul arestării. Oswald a refuzat să răspundă la orice fel de întrebări legate de card, spunând „...știți despre card atât de multe cât știu eu."
Prima interogare a lui Oswald a fost făcută de agentul special FBI, James P. Hosty și căpitanul poliției din Dallas, Will Fritz la data de vineri, 22 noiembrie. Rugat să se plaseze la momentul asasinării, Oswald a spus că își mânca prânzul la salonul de la primul etaj (cunoscut și ca „încăperea domino”). A spus că apoi a mers la sala de mese de la etajul doi pentru a-și cumpăra o Coca-Cola de la automat, când a fost găsit de un motociclist al poliției Dallas (Marrion L. Baker). Harvey a declarat că în timp ce era în încăperea domino, a văzut „doi angajați negri” plimbându-se, pe unul recunoscându-l ca fiind „Junior", neamintindu-și numele celui de-al doilea. Junior Jarman și Harold Norman au confirmat Comisiei Warren că „se plimbau” în încăperea domino la prânz, în timpul pauzei de masă. Când a fost întrebat cine se mai afla în încăpere, Norman a declarat că se mai afla cineva, dar nu-și amintea cine. Jarman a spus că Oswald nu se afla acolo. În timpul ultimei sale investigații de pe 24 noiembrie, conform inspectorului poștal Harry Holmes, Oswald a fost din nou întrebat unde se afla în momentul tragerii. Holmes (care a participat la interogare la invitația căpitanului Will Fritz) a spus că Oswald a replicat că se afla la un etaj superior, apoi coborând scările și dând de polițistul Marrion L. Baker.
Oswald a cerut un avocat de fiecare dată când a fost interogat, dar și în întâlnirile cu reporterii. Dar când H. Louis Nichols, președintele „Dallas Bar Association”, s-a întâlnit cu el într-o celulă, sâmbătă, i-a refuzat serviciile, spunând că vrea să fie reprezentat de John Abt, consilierul șef al Partidului Comunist al SUA, sau de avocați asociați ai „American Civil Liberties Union”. Atât Oswald cât și Ruth Paine au încercat să-l contacteze de câteva ori pe Abt prin telefon sâmbătă și duminică, dar Abt a fost plecat în acel weekend. Oswald a refuzat oferta fratelui său, Robert, de a-i obține un avocat local.
În timpul unei interogări cu căpitanul Fritz, când a fost întrebat dacă e comunist, el a răspuns, „Nu, nu sunt un comunist. Sunt un marxist.”

## Decesul

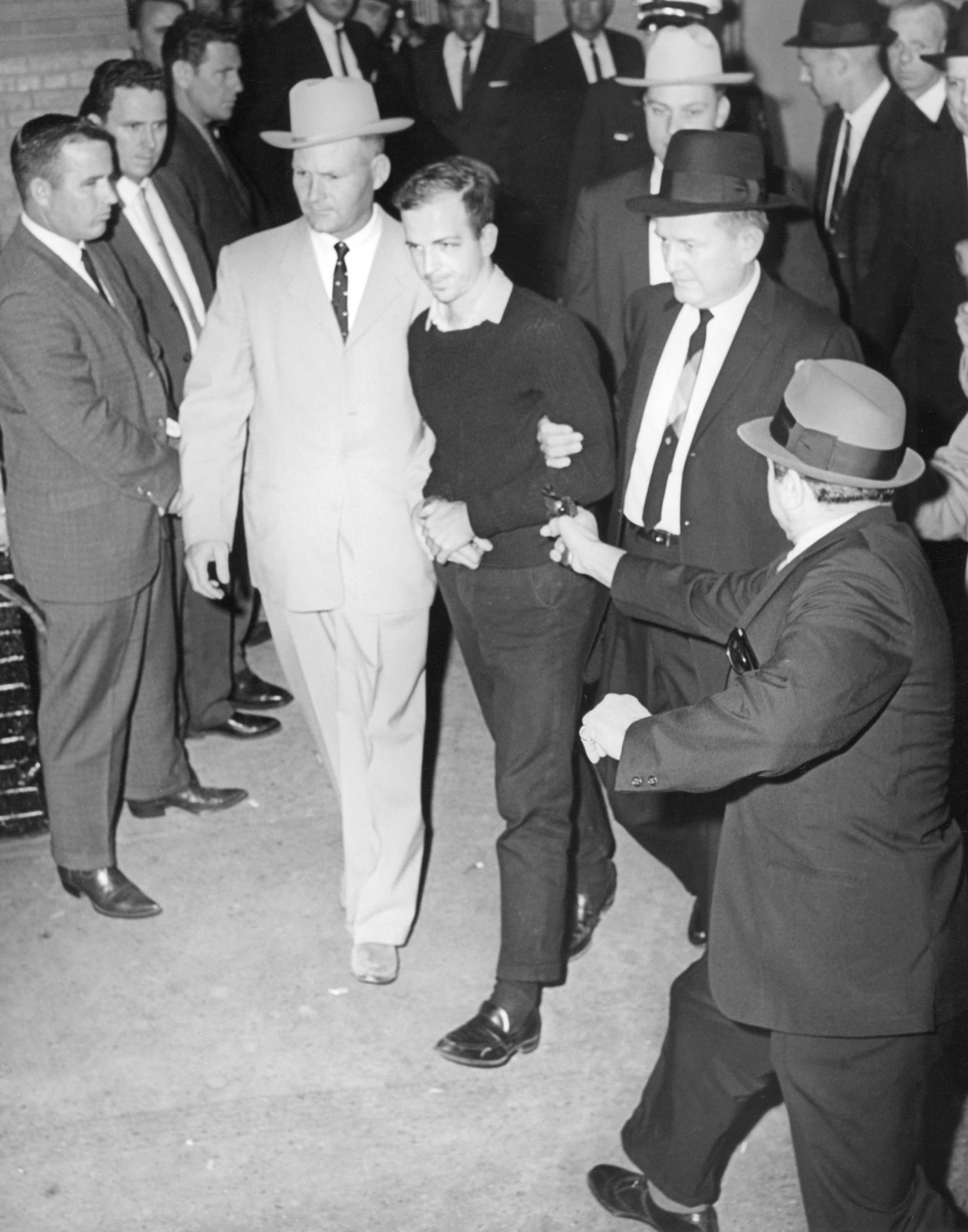
Ruby, pe cale să-l împuște pe Oswald, care este transportat de poliția din Dallas. Det. Jim Leavelle poartă costumul bej. Det. L.C. Graves poartă costumul negru.

Într-o zi de duminică, 24 noiembrie, Oswald era dus din subsolul sediului poliției din Dallas către o mașină blindată care avea să-l transporte la închisoarea districtuală din apropiere. La ora 11:21, proprietarul de cluburi de noapte din Dallas, Jack Ruby, a ieșit din mulțime și l-a împușcat pe Oswald în piept, glonțul străpungând câteva organe, penetrându-i stomacul și rupându-i vena cavă și aorta. Oswald a fost dus în stare de inconștiență de o ambulanță la Spitalul Memorial Parkland — același spital unde doctorii au încercat să-i salveze viața președintelui Kennedy cu două zile înainte. Oswald a murit la ora 13:07. Moartea lui Oswald a fost anunțată în direct la TV de șeful poliției, Jesse Curry. O autopsie a fost efectuată de examinatorul medical al Comitatului Dallas la ora 14:45, în aceeași zi. În raportul autopsiei, cauza decesului a fost „hemoragia provocată de rana glonțului din piept.”
O cameră a unei rețele TV, amplasată pentru a filma transferul, transmitea în direct; milioane de telespectatori au urmărit pe NBC împușcarea în direct, alte canale afișând știrea ulterior.
Evenimentul a fost fotografiat iar unele capturi au devenit foarte cunoscute. În 1964, Robert H. Jackson de la Dallas Times Herald a primit Premiul Pulitzer în fotografie pentru captura crimei lui Jack Ruby.

### Mobilul lui Ruby
Ruby a declarat ulterior că a fost amețit de decesul președintelui Kennedy și că motivul pentru care a comis crima a fost „...să îi înlăture rușinea doamnei Kennedy de a se mai prezenta la proces.” Alții au emis ipoteza că Ruby a fost parte a unei conspirații. G. Robert Blakey, consilierul șef al HSCA în perioada 1977-1979 a declarat: „Cea mai plauzibilă explicație pentru asasinarea lui Oswald de către Jack Ruby este că Ruby l-a căutat ca reprezentant al crimei organizate, încercând să dea de el de trei ori în ultimele 48 de ore înainte să-l ucidă”.

### Înmormântarea

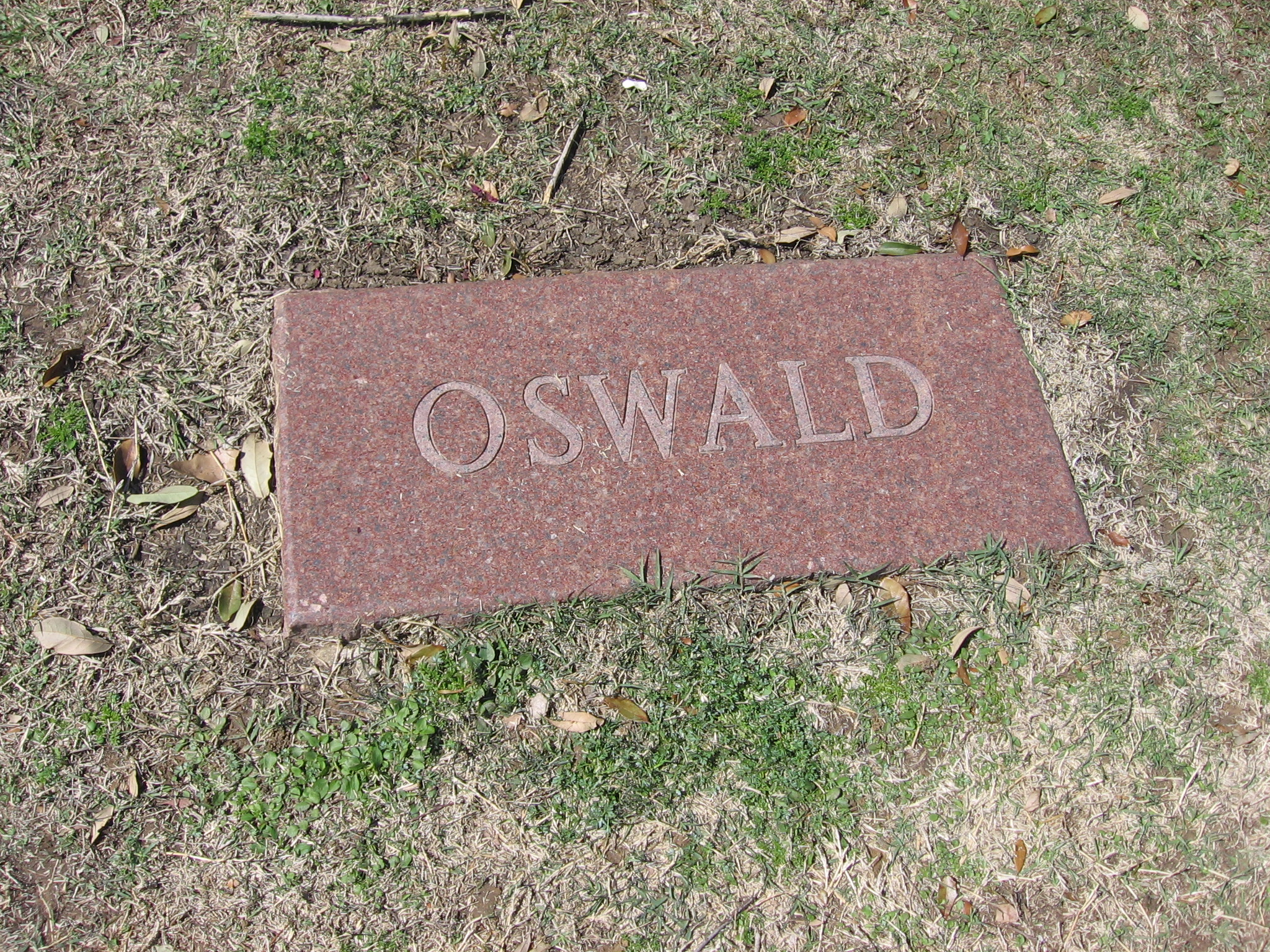
Placa de mormânt înlocuitoare a lui Lee Harvey Oswald

Oswald a fost înmormântat pe 25 noiembrie în Cimitirul Shannon Rose Hill din Fort Worth. Reporterii prezenți la fața locului au fost rugați să poarte sicriul.
La data de 22.11.1967, exact la 4 ani după moartea lui JFK, doi tineri americani au furat placa funerară a lui Lee Harvey Oswald, pe care erau inscripționate prenumele lui, precum și data nașterii și morții sale. Familia lui Oswald a înlocuit-o cu o placă simplă, pe care este scris numai OSWALD, care nu mai prezintă nici un interes pentru amatorii de suveniruri, existând mulți morți cu acest nume. S-a făcut, deci, o anonimizare intenționată. 
Poliția a recuperat ulterior prima placă, care se află acum într-un muzeu.
Mama lui a fost îngropată alături de el în 1981.
O afirmație cum că un agent rus care semăna cu Oswald a fost îngropat în locul lui a dus la deshumare în data de 4 octombrie 1981. Rapoartele dentare au dovedit că era de fapt cadavrul lui Oswald, acesta fiind reîngropat într-un nou sicriu. În 2010, sicriul original a fost cumpărat în cadrul unei licitații cu 87.468 de dolari.